# 334th Fighter Squadron
Le 334th Fighter Squadron (334 FS) est une unité de l'United States Air Force (USAF). Elle est affectée au 4th Operations Group et est stationné à la Seymour Johnson Air Force Base en Caroline du Nord.